# Табаков, Павел Владимирович
Павел Владимирович Табаков (12 января 1970) — советский и российский футболист, защитник и тренер.

## Биография
Карьеру футболиста начал в 1987 году в команде второй лиги первенства СССР «Торпедо» (Тольятти). В 1989 и 1990 годах играл за ШВСМ-СКА Куйбышев и «МЦОП-Металлург» Верхняя Пышма. В 1991 году вернулся в тольяттинскую команду, ставшую называться «Лада». В составе клуба провёл бо́льшую часть профессиональной карьеры, лишь в 2002—2003 годах играл за «КАМАЗ» Набережные Челны во втором дивизионе, помог ему выйти в Первый дивизион. В высшей лиге в 1994 и 1996 годах сыграл 48 игр, забил один мяч.
После окончания карьеры игрока на протяжении одного года тренировал «Ладу-2» в первенстве Самарской области, с 2010 года — тренер-селекционер в «Академии имени Юрия Коноплева». В 2015 году — тренер в команде «Академия-Лада-М», МФС «Приволжье» (III дивизион). В 2016—2017 годах — тренер в «Ладе-Тольятти».